# 戴豪
戴豪（1458年—1494年），字師文，浙江台州府太平縣人，軍籍，明朝政治人物。

## 生平
早年出身縣學增廣生，成化十三年丁酉科浙江鄉試第六名舉人，成化十四年（1478年）中式戊戌科會試第二十二名，二甲第三名進士。授兵部主事，升兵部職方司郎中，弘治六年（1493年）閏五月出為廣東布政使司右參政，七年（1494年）卒。

## 著作
著有《贅言錄》。

## 家族
曾祖戴世周；祖父戴尚完；父戴允通，國子生。從弟戴顒，正德六年進士，官至兵科給事中。